# Hatiora cylindrica
Hatiora cylindrica é uma espécie  epífita da tribo Rhipsalideae dentro da subfamília Cactoideae. É nativa do leste do Brasil, onde cresce em uma variedade de habitats, incluindo florestas úmidas, dunas e rochas costeiras.

## Descrição
Hatiora cylindrica está intimamente relacionada a Hatiora salicornioides e foi incluída nessa espécie. Como H. salicornioides, é uma planta perene sem folhas com muitas hastes verdes ramificadas, compostas de segmentos individuais. Estes são estritamente cilíndricos, em oposição ao formato de garrafa em H. salicornioides. Suas flores, nascidas no final das hastes, têm muitas pétalas amarelas a alaranjadas e abrem bastante. Eles são seguidos por frutas brancas.

## Taxonomia
Hatiora cylindrica foi descrito pela primeira vez por Nathaniel Britton e Joseph Rose em 1923. Nem sempre foi vista como uma espécie separada, sendo incluída em H. salicornioides como a forma ou a variedade ccilindrica. Estudos filogenéticos moleculares confirmaram sua colocação no gênero e na tribo Rhipsalideae e também mostraram que está intimamente relacionado ao H. salicornioides (que pode incluir outras espécies distintas).

## Distribuição e habitat
Hatiora cylindrica é nativa da Bahia no nordeste do Brasil e Minas Gerais e Rio de Janeiro no sudeste do Brasil. Também pode estar presente no Espírito Santo, também no sudeste do Brasil. Pode ser encontrada do nível do mar em elevações de 1.200m. Cresce como epífita no solo e provavelmente como litófita em vários habitats, incluindo florestas úmidas, dunas e rochas costeiras.

## Conservação
Quando avaliada em 2010, foi considerada  espécie em perigo. Ocorreu em cinco localidades, apenas uma das quais estava protegida. A principal ameaça é o declínio em seu habitat causado pelo desmatamento, como resultado da expansão do turismo, agricultura e desenvolvimento.